# Katerynopilský rajón
Katerynopilský rajón (ukrajinsky Катеринопільський район) byl rajón v Čerkaské oblasti na Ukrajině. Hlavním městem byl Katerynopil a rajón měl přibližně 23 tisíc obyvatel.

## Sídla v rajónu
- Jerky
- Katerynopil